# Клодель, Поль
Поль Клодель (фр. Paul Claudel, 6 августа 1868, Вильнёв-сюр-Фер, деп. Эн — 23 февраля 1955, Париж) — известный французский поэт, драматург, эссеист, член Французской академии.

## Биография
Младший брат скульптора Камиллы Клодель, модели и любовницы Родена. В 1886 году на Рождественской мессе в соборе Парижской Богоматери пережил религиозное обращение, в 1890 году принял католичество. Как дипломат служил в Европе (Чехословакия, Германия, Дания, Бельгия), Азии (Китай, Япония), Латинской Америке (Бразилия), США. Его близкий друг, композитор Д. Мийо, описывал как поэт совмещал литературную деятельность с дипломатическими обязанностями, когда они находились в Бразилии:
...поднимался он в 6 часов утра и отправлялся к мессе, затем писал до 10-ти часов, после чего посвящал себя целиком дипломатической службе до пяти часов вечера. Вечером отправлялся один на прогулку. <...>. После ужина он сразу отправлялся в свою комнату и рано ложился спать. Его мысль почти не отрывалась от Библии. Каждый день он писал комментарии к избранным стихам Ветхого и Нового завета.
10 марта 1913 года по его настоянию была помещена в психиатрическую больницу (в городе Вилле-Эдвард в Нэйли-сюр-Марна) его сестра, скульптор Камилла Клодель. Это было сделано вопреки её воле и заключению врачей, согласно которому необходимости держать её там не было. В клинических условиях Камилла Клодель находилась вплоть до своей смерти 19 октября 1943 года (см. Анн Дельбе. Камилла Клодель, женщина. М.: АСТ, Фолио, 2001 ISBN 966-03-1340-3). Драмы Клоделя — не пьесы характеров или положении. Основная глубинная тема пьесы находится на самой поверхности: конфликт не столько разыгрывается, сколько дискутируется, речь идет не о поведении героев, но о принципах поведения, герои говорят диалог только о существе предмета, все конкретно бытовое тщательно затушевано или убрано даже из диалогов. Наиболее значительные произведения Клоделя: «Connaissance de l'Est» («Знание Востока, 1900), «Cinq grandes odes» («Пять больших од», 1910), «Corona benignitatis anni dei», 1916), «L'oiseau noir dans le soleil leyant», («Черная птица в восходящем солнце», 1930). Пьесы, кроме названных: «Tete d'or» («Златоглав», 1895), «La jeune fille Violaine», («Девушка Виолен»), «Le livre de Christophe Colomb» («Книга Христофора Колумба», 1929). Интонация Клоделя и в стихах его и в драмах всегда торжественна и приподнята, но в то же время свободна от риторичности: в ней скорее звучат «простота и торжественность» Библии и вообще церковной литературы.

## Клодель в России

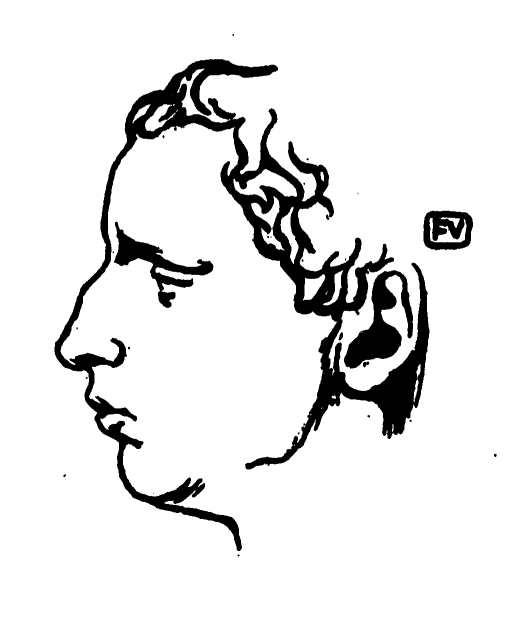
Феликс Валлотон. Портрет Поля Клоделя, 1898

Оду «Музы» перевёл в 1910 году Максимилиан Волошин. В 1920 году мистерия «Благовещение» в переводе В. Шершеневича была поставлена А. Таировым в московском Камерном театре, главную роль исполнила Алиса Коонен.

## Произведения

### Драмы
- Tête d’or (1890, первый вариант)
- Юная дева Виолена / La Jeune Fille Violaine (1892, первый вариант)
- La Ville (1893, первый вариант)
- L'Échange; Tête d’Or (1894, первый вариант)
- Юная дева Виолена / La Jeune Fille Violaine (1901, второй вариант)
- Le Repos du septième jour (1901)
- L’Otage (1911)
- Благая весть Марии / L’Annonce faite à Marie (1912)
- L’Ours et la Lune (1917)
- Le Pain dur (1918)
- Les Choéphores d’Eschyle (1919)
- Le Père humilié (1920)
- Les Euménides d’Eschyle (1920)
- Protée (1920, первый вариант)
- Атласный башмачок / Le Soulier de satin (1929)
- Le Livre de Christophe Colomb (1933)
- Жанна д'Арк на костре / Jeanne d’Arc au bûcher (1939)
- La Sagesse ou la Parabole du destin (1939)
- L’Histoire de Tobie et de Sara (1942)
- Le Partage de midi (1948)
- Protée (1949, второй вариант)

### Стихотворения
- Познание Востока / Connaissance de l’Est (1896)
- Poèmes de la Sexagésime (1905)
- Processionnal pour saluer le siècle nouveau (1907)
- Corona benignitatis anni dei (1915)
- La Messe là-bas (1919)
- Poèmes de guerre (1914—1916) (1922)
- Feuilles de saints (1925)
- Cent phrases pour éventails (1942)
- Visages radieux (1945)
- Accompagnements (1949)

### Эссе
- Positions et propositions, tome I—II (1928, 1934)
- L’Oiseau noir dans le soleil levant (1929)
- Conversations dans le Loir-et-Cher (1935)
- Figures et paraboles (1936)
- Contacts et circonstances (1940)
- Seigneur, apprenez-nous à prier (1942)
- Глаз слушает / L'Œoeil écoute (1946)
- Emmaüs (1949)
- Une voix sur Israël (1950)
- L'Évangile d’Isaïe (1951)
- Paul Claudel interroge l’Apocalypse (1952)
- Paul Claudel interroge le Cantique des Cantiques (1954)
- Conversation sur Jean Racine (1956)
- Sous le signe du dragon (1957)
- Qui ne souffre pas… Réflexions sur le problème social (1958)
- Présence et prophétie (1958)
- La Rose et le rosaire (1959)
- Trois figures saintes pour le temps actuel (1959)

### Воспоминания, дневники
- Mémoires improvisés. Quarante et un entretiens avec Jean Amrouche (1954)
- Journal. Tome I : 1904—1932 (1968)
- Journal. Tome II : 1933—1955 (1969)

### Переписка
- Correspondance de Paul Claudel et André Gide (1899—1926) (1949)
- Correspondance de Paul Claudel et André Suarès (1904—1938) (1951)
- Correspondance de Paul Claudel avec Gabriel Frizeau et Francis Jammes (1897—1938) (1952)
- Correspondance Paul Claudel et Darius Milhaud (1912—1953) (1961)
- Correspondance de Paul Claudel et Aurélien Lugné-Poë (1910—1928) (1964)
- Correspondances avec Copeau, Dullin, Jouvet (1966)
- Correspondance de Jean-Louis Barrault et Paul Claudel (1974)
- Correspondance de Paul Claudel et Jacques Rivière (1907—1924) (1984)
- Lettres de Paul Claudel à Élisabeth Sainte-Marie Perrin et à Audrey Parr (1990)
- Correspondance diplomatique. Tokyo (1921—1927) (1995)
- Correspondance de Paul Claudel et Gaston Gallimard (1911—1954) (1995)
- Le Poète et la Bible, volume 1, 1910—1946 (1998)
- Le Poète et la Bible, volume 2, 1945—1955 (2002)
- Correspondance de Paul Claudel avec les ecclésiastiques de son temps. Volume I, Le sacrement du monde et l’intention de gloire (2005)
- Une amitié perdue et retrouvée: correspondance de Paul Claudel et Romain Rolland (2005)

## Публикации на русском языке
- Уход Лао-Цзы//Французская новелла двадцатого века, 1900—1939. М.: Художественная литература, 1973, с.170-173
- [Стихи]// Западноевропейская поэзия XX века. М.: Художественная литература, 1977, с.523-528
- Избранные стихотворения/ Пер. О. Седаковой, М. Гринберга. М.: Carte Blanche, 1992
- [Стихи]// Семь веков французской поэзии в русских переводах. СПб: Евразия, 1999, с.489-494
- Извещение Марии. Окончательная сценическая версия/ Пер. О. Седаковой//
- Во тьме. Христос Царь//Французская поэзия: Антология/Пер. В. Козового. М.: Дом интеллектуальной книги, 2001, с.144-149
- Капля божественного меда / пер. с фр. Анны Курт и Анны Райской. — М. : Общедоступный Православный Университет, 2003. — 196 с. — ISBN 5-87507-263-6 .
- Между «видеть» и «созидать»: Избранные эссе// Новая Юность, 2003, № 2 ()
- Анимус и Анима. Из книги «Познание Востока»//Вестник русского христианского движения, Париж, 2005, № 189
- «Мир сыт по горло нацизмом»: Обращение к немецкому народу// Истина и жизнь, 2006, № 5 ()
- Благая весть Марии/ Пер. Л. Цывьяна. СПб: Наука, 2006 (Литературные памятники)
- Глаз слушает. М.: Б. С. Г. — Пресс, 2006
- Познание Востока. Стихотворения в прозе. Сост. и пер. с фр. Анны Курт и Анны Райской. Предисл. Доминик Мийе-Жерар. — М.: Эннеагон Пресс, 2010. — 400 с., илл. — С параллельным французским текстом. — Прил.: Максимиліанъ Волошинъ. Клоделъ въ Китае ( Архивная копия от 3 июня 2011 на Wayback Machine).
- Восточные мотивы : стихотворения и поэмы. — М. : Наука, 1985. — 506 с. — (в пер.). ( (недоступная ссылка))
- Анатолий Ливри. Клодель-язычник и «Аллах-Митра» Барреса, с. 98 — 121 в Литературе XX век: итоги и перспективы изучения. Материалы Десятых Андреевских чтений / Под редакцией Н. Т. Пахсарьян. — М.: Экон, 2012.  Архивная копия от 20 октября 2020 на Wayback Machine
- Философия книги (Доклад на книжной выставке во Флоренции в 1952 г.) // Человек читающий. HOMO LEGENS. Писатели XX в. о роли книги в жизни человека и общества / Сост. С. И. Бэлза. — М.: Прогресс, 1983. — 454 с.
- Тиара века // Постижение Запада. Иностранная культура в советской литературе, искусстве и теории. 1917-1941 гг. Исследования и архивные материалы. М., ИМЛИ РАН, 2015. - С. 437-520 (авторизированный перевод Ивана Аксенова пьес Поля Клоделя "Заложник" и "Тяжелый хлеб").
- Мои мысли о театре. СПб.: Евразия, 2019. - 320 с. Перевод Инны Некрасовой.

## Признание
Клодель был удостоен Большого Креста ордена Почётного легиона. В 1946 году его избрали членом Французской академии.
Драма Клоделя «Жанна д’Арк на костре» (1939) стала основой для оратории Артюра Онеггера, фильм по ней снял в 1954 году Роберто Росселлини, в заглавной роли — Ингрид Бергман. Дариус Мийо пишет оперу «Христофор Колумб» на сюжет Клоделя. По пьесе «Атласный башмачок» (1929) снят фильм Маноэла ди Оливейры (1985).
В честь поэта назван престижный частный Лицей Клодель в Оттаве.
Изображён на французской почтовой марке 1968 года.